# Scopula leukiberica
Scopula leukiberica är en fjärilsart som beskrevs av Eugen Wehrli 1927. Scopula leukiberica ingår i släktet Scopula och familjen mätare. Inga underarter finns listade.